# Comuna Tîleavka, Șumsk
Tîleavka (în ucraineană Тилявка) este o comună în raionul Șumsk, regiunea Ternopil, Ucraina, formată din satele Bașkivți, Oderadivka și Tîleavka (reședința).

## Demografie
Componența lingvistică a comunei Tîleavka
     Ucraineană (99,91%)
     Alte limbi (0,09%)
Conform recensământului din 2001, majoritatea populației comunei Tîleavka era vorbitoare de ucraineană (99,91%), existând în minoritate și vorbitori de alte limbi.